# Puelioideae
Puelioideae es una subfamilia de plantas de flores perteneciente a la familia Poaceae. Tiene las siguientes tribus y géneros.
Esta subfamilia, junto con las que vienen más adelante, presenta flores con dos estigmas y espiguillas que se desarticulan por encima de las glumas a la madurez. Presentan un androceo con 6 estambres. Incluye dos géneros (Guaduella y Puelia) los que comprenden aproximadamente 11 especies distribuidas por África tropical.

## Tribus y Géneros
- Tribu: Guaduelleae
  - Géneros: Guaduella
- Tribu: Puelieae
  - Géneros: Puelia